# Rigoberta Menchú
Rigoberta Menchú Tum, född 9 januari 1959 i Chimel i Guatemala, är en guatemalansk kvinna som mottog Nobels fredspris 1992. Hon tillhör folkgruppen quiché och är dotter till en bondeledare som mördades 1980. Hon har deltagit i kampen för mayaindianernas mänskliga rättigheter i Guatemala och för FN:s deklaration om ursprungsfolkens rättigheter, inte minst under Efraín Ríos Montts regim. Hennes bok Jag, Rigoberta Menchú har blivit översatt till ett flertal språk.
Rigoberta Menchú kandiderade i Guatemalas presidentval 2007 och hon fick totalt 3 procent av rösterna, då hon grundade landets första parti för ursprungsbefolkningen winaq.

## Kontroverser
När uppgifterna i hennes bok granskades, visade det sig att delar av boken är ett falsarium. Delvis kan detta vara en effekt av att hon gick med i en av gerillorna hon kritiserar.[källa behövs] Kritiken kom från New York Times-journalisten Larry Rohter och antropologen David Stoll från Stanford-universitetet. Enligt Dr. Stoll kan hennes bok inte anses vara det vittnesmål Menchú menar, då den innehåller flera passager som har visat sig vara osanna. Exempel på sådana är hennes falska skildringar av en bror som svalt till döds, trots att han aldrig har existerat, och att hon har påstått att hon aldrig har fått någon utbildning trots att hon har skolat sig på två prestigefyllda internatskolor. Menchu har valt att inte kommentera uppgifterna som framkom i artikeln i New York Times, då hon anser att kritiken mot henne är ett rasistiskt drev. Därutöver är hennes omfattande skildringar av arbetet på diverse plantager, enligt henne åtta månader om året, med största sannolikhet påhittade. Detta då hennes studier vid internatskolor förhindrade henne från att tillbringa denna tid vid plantagerna. Hennes personliga förmögenhet uppskattades år 2022 vara 1,9 miljoner amerikanska dollar.

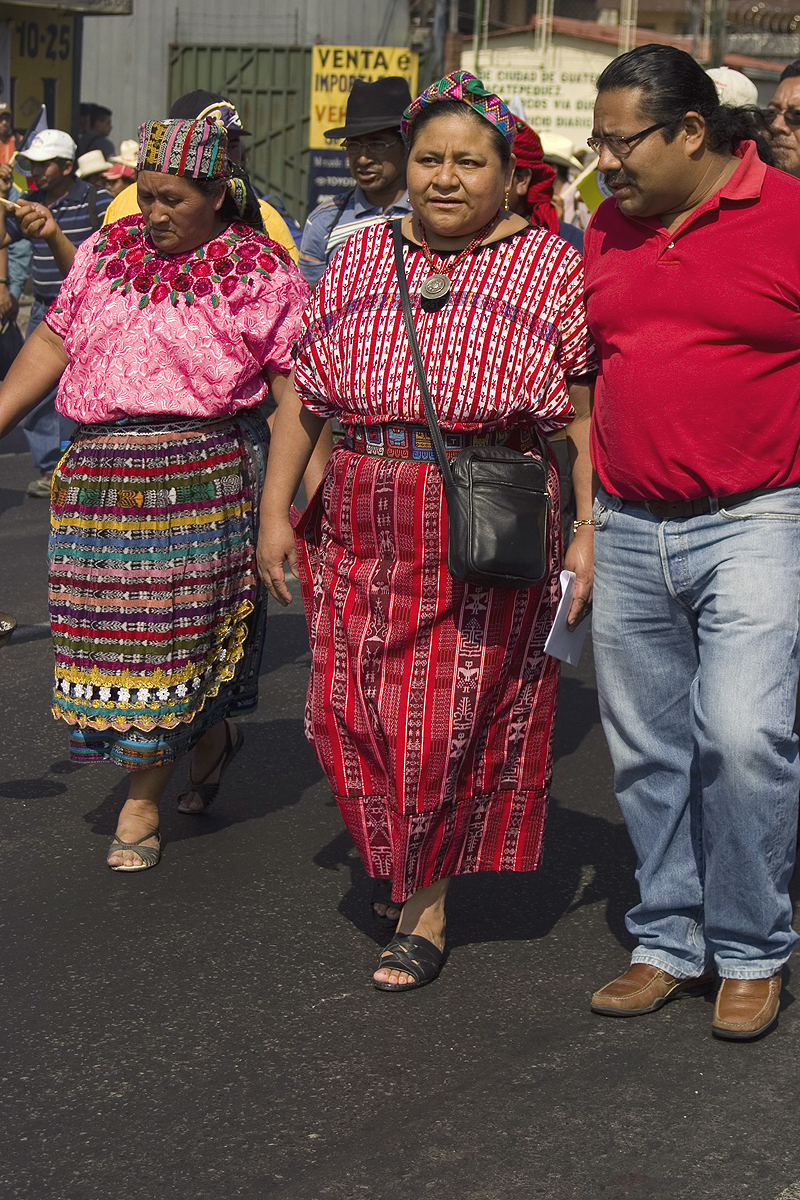
Menchú, 2009

## Eftermäle
Asteroiden 9481 Menchú är uppkallad efter henne.